# 22880 Pulaski
22880 Pulaski è un asteroide della fascia principale. Scoperto nel 1999, presenta un'orbita caratterizzata da un semiasse maggiore pari a 2,4031256 UA e da un'eccentricità di 0,1489171, inclinata di 7,51193° rispetto all'eclittica.